# Chirothrips manicatus
Chirothrips manicatus är en insektsart som först beskrevs av Alexander Henry Haliday 1836.  Chirothrips manicatus ingår i släktet Chirothrips och familjen smaltripsar. Arten är reproducerande i Sverige. Inga underarter finns listade i Catalogue of Life.